# (4589) McDowell
(4589) McDowell es un asteroide perteneciente al cinturón de asteroides, descubierto el 24 de julio de 1933 por Karl Wilhelm Reinmuth desde el Observatorio de Heidelberg-Königstuhl, Alemania.

## Designación y nombre
Designado provisionalmente como 1933 OB. Fue nombrado McDowell en honor al astrofísico estadounidense Jonathan Christopher McDowell.